# Eicochrysops pauliana
Eicochrysops pauliana är en fjärilsart som beskrevs av Henry Stempffer 1950. Eicochrysops pauliana ingår i släktet Eicochrysops och familjen juvelvingar. Inga underarter finns listade i Catalogue of Life.